# Ablabesmyia photophilus
Ablabesmyia photophilus är en tvåvingeart som först beskrevs av Jean-Jacques Kieffer 1911.  Ablabesmyia photophilus ingår i släktet Ablabesmyia och familjen fjädermyggor. Inga underarter finns listade i Catalogue of Life.